# Mariana Zamorano
Mariana Zamorano (Cali, Colombia; 10 de octubre de 2002) es una futbolista colombiana. Juega en la posición de mediocampista y su equipo actual es Santa Fe de la Liga Profesional Femenina de Fútbol de Colombia.
Mariana participó con América en la Copa Libertadores Femenina 2022 anotando un gol en el partido del tercer puesto.

## Clubes
| Club            | País     | Año           |
| --------------- | -------- | ------------- |
| América de Cali | Colombia | 2020-2024     |
| Santa Fe        | Colombia | 2024-presente |

## Palmarés

### Títulos nacionales
| Título                       | Club            | País     | Año  |
| ---------------------------- | --------------- | -------- | ---- |
| Liga Profesional de Colombia | América de Cali | Colombia | 2022 |